# Sarah Connor (Terminator)

Linda Hamilton este Sarah Connor, imagine din Terminatorul 2: Ziua Judecății

Sarah Jeanette Connor este un personaj fictiv, eroina din primele două filme Terminator (Terminatorul și Terminatorul 2: Ziua Judecății) și din serialul de televiziune Terminator: The Sarah Connor Chronicles. A fost interpretată de actrița americană Linda Hamilton în filme și de actrița britanică Lena Headey în serialul TV.